# Свирели, Темо
Темо Свирели (груз.: თემო სვირელი) (21 апреля, 1964 — 21 октября, 2014) — грузинский и украинский художник.
Художественное наследие художника охватывает широкий спектр творчества, включая абстракцию и фигуративное изобразительное искусство, графику, коллажи и фотоинсталляции.
Работы Темо были представлены в России, Германии, Франции, Испании, Австрии, Швейцарии, Польше, Чехии, Великобритании, а также в Украине в Мистецький арсенал, Национальный музей Тараса Шевченко, Музей выдающихся деятелей украинской культуры, Музей Михаила Булгакова (значения), Национальный художественный музей Украины

## Биография
Родился 21 апреля 1964 года в Цхинвал (Грузинская ССР). Сын футболиста Цховребов, Гурам Ясонович. Учился живописи в Цхинвальском Художественном училище имени Туганова (1979-1983) и в Тбилисская государственная академия художеств (1989-1992). 
Стал членом Международной федерации художников России (IFA) в 1993 году и Международной федерации художников Грузии (GIFA) в 1998 году. Также с 2000 года участвовал в творческом объединении БЖ-Арт (Украина).
C 1993 по 2014 жил и работал в Киеве, в Украине.
Был участником событий 9 апреля 1989 Тбилисские события (1989), а также участником Оранжевая революция и Евромайдан. 
Скончался 21 октября 2014 года в Киеве, в Украине.

### Критика
По мненю критиков в работах Свирели присутствует характерный грузинский колорит. Использование ярких, насыщенных цветов и динамичных композиций передает ощущение интенсивности, вызывая глубокие эмоциональные реакции у зрителей. "Ему удавалось точно и ясно раскрыть разнообразие проявлений звонкой энергии жизни — радость и боль, гармонию и хаос, сияние и мрак, хрупкость бытия и бесконечность пространства." "Тонкий колорист, он кроме нескольких традиционных для себя работ демонстрирует серию триптихов, где беззаботно импровизирует с цветом, стараясь, как сам признается, заставить его звучать." 
Украинский коллекционер и искусствовед  Диченко  писал: «Уникальность Темо Свирели — в попытке передать разномасштабность мира, где игра сконденсирована в ритуал, а через обнаженную душевную сферу проглядывает тревожащее восприятие современности, где шуты и ангелы путешествуют непосредственно из прошлого в будущее". 

## Главные проекты и выставки
- 2013 - Весна 2013. Галерея Триптих. Киев, Украина.[12]
- 2013 - Galerie du vieux Belfort. Белфорт, Франция.
- 2012 - The Dot. Art Kyiv Contemporary VII, Мистецький арсенал, Киев, Украина.
- 2012 - Трайдент, Бостон, USA.[13]
- 2012 - Формы и Метафоры II. Ukrainian Institute of America. Нью Йорк, США.[14]
- 2011 - NG Art Fair, Balman Gallery. Ньюкасл, Великобритания.
- 2011 - Art Plurali Gallery. Одинкур, Франция.
- 2011 - Формы и Метафоры I. Ukrainian Institute of America. Нью Йорк, США.
- 2010 - Vermont Studio Center, стипендия Фонда Джексона Поллока. Джонсон, США.
- 2010 - Корни и метафоры. Европейский банк реконструкции и развития. Лондон, Великобритания.
- 2008 - Salon des Artistes Indépendants, Paris Expo. Париж, Франция.
- 2007 - Вздох Марса. Атрибут Галерея. Киев, Украина.[15]

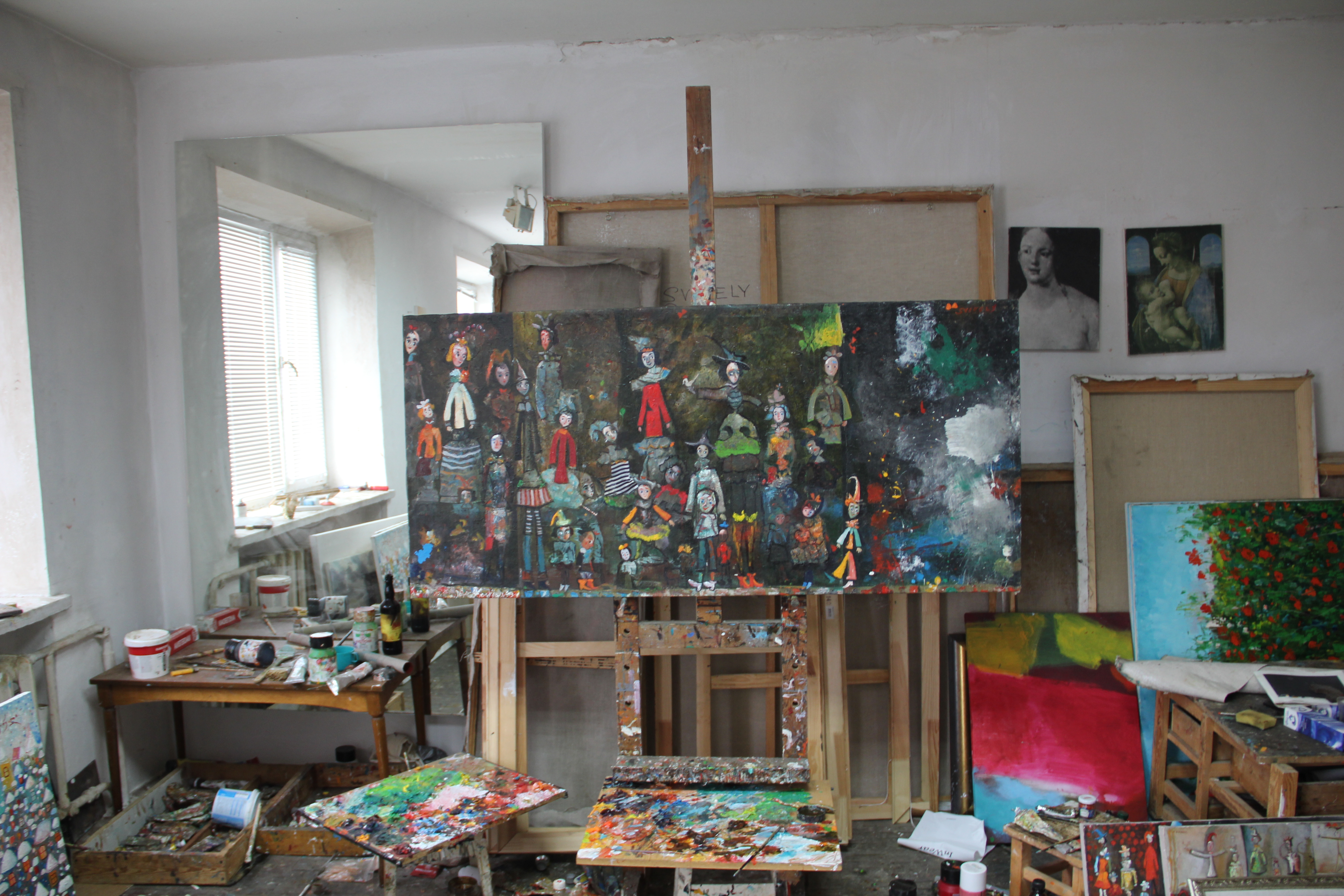
Мастерская Темо Свирели в Киеве, 2013

- Мастерская Темо Свирели в Киеве, 20132006 - Зеркало нелепых отражений. Арт Блюз Галерея. Киев, Украина.[16]
- 2005 - Охота на бабочек. Центр современного искусства Совиарт. Киев, Украина.
- 2004 - Соляная симфония 1. ГП "Артемсиль". Соледар, Украина.
- 2004 - Дешевый балаган. Галерея Триптих. Киев, Украина.
- 2004 - 350 years later. National Union of Artists of Ukraine. Киев, Украина.
- 2003 - Размышления о пути. Украинский Дом. Киев. Украина.
- 2003 - Invasio. Зал Национального Союза Художников Украины. Киев, Украина.[17]
- 2001 - Галерея Anixis. Баден, Швейцария.
- 2001 - Галерея Appia. Гренобль, Франция.
- 2000 - Homo ludens. Галерея Город N. Киев, Украина.
- 1998 - II International Salon of Contemporary Independent Artists. Drassanes de Barcelona. Барселона, Испания.
- 1998 - Письмо другу. М Галерея. Киев, Украина.
- 1997 - Favorites of the Moon. Kunst Kreise Euskirchen e.v. Gallery, Ойскирхен, Германия.Темо Свирели в с. Свири, в Грузии, 2008

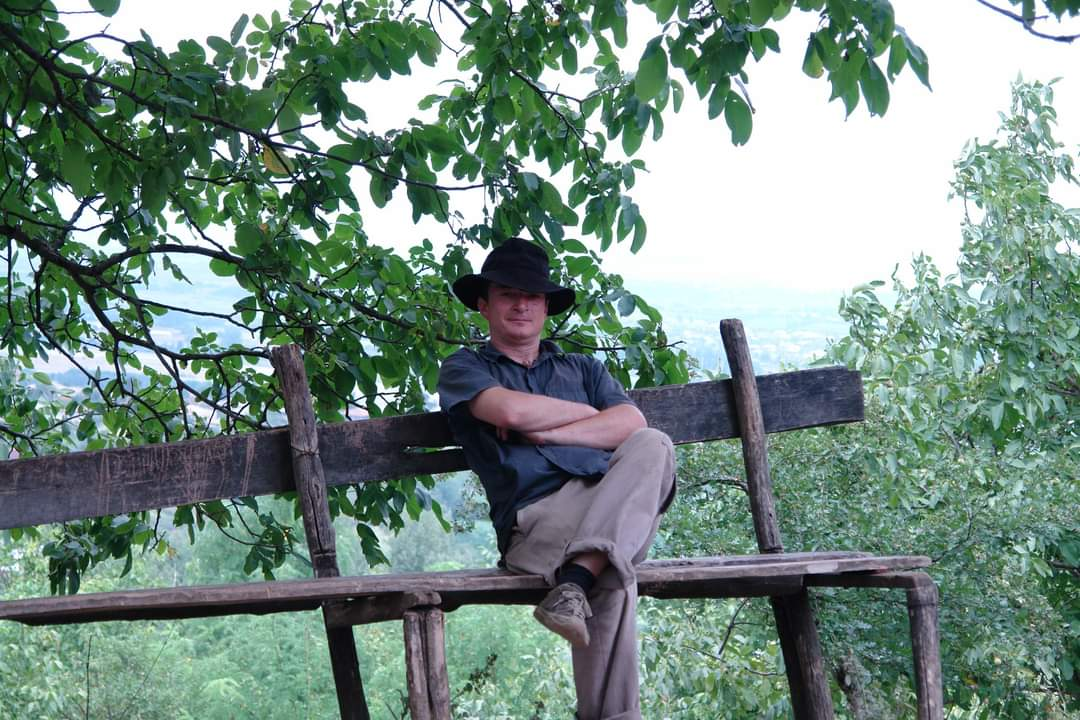
Темо Свирели в с. Свири, в Грузии, 2008

- 1996 - Center of modern art Tuchfabrik, Трир, Германия.
- 1996 - Дни и ночи в садах Единорога. Галерея Ирена. Киев, Украина.[18]
- 1994 - Уходящие со сцены. Выставочный зал магазина Мыстецтво. Киев, Украина.[18]
- 1994 - Грузинский культурный центр Мзиури. Москва. Россия.
- 1993 - Milky bridge (вместе с Бадри Губианури). Национальный художественный музей Украины, Киев, Украина.[19][18]
- 1993 - Весенняя виставка Международной федерации художников (IFA). Выставочный зал на Малой Грузинській. Москва, Россия.
- 1991 - Выставка грузинских художников. Дом Архитектора. Москва, Россия.

## Проекты с участием картин Темо Свирели
- 2015 - "Abstraktgarden", Музей выдающихся деятелей украинской культуры, Киев, Украина. Выставка абстрактной живопси украинских художников, включая абстрактную живопись Темо Свирели.
- 2017 - Один из эпизодов номинированного на Оскар[20] фильма Уровень чёрного происходит в мастерской Темо Свирели в Киеве[21]. Режиссер  Васянович, Валентин Николаевич.
- 2021 - "Colour of old city", Vakulenko art consulting Вечерний Киев[22]

## Проекты, посвященные памяти Темо Свирели
- 2015 - «მაისი». Национальный музей Тараса Шевченко, Киев, Украина. Выставка произведений трех грузинских художников Темо Свирели, Гии Миминошвили и Давида Шарашидзе, посвященная памяти Темо Свирели  и названа в честь одной из его картин - «მაისი» - [maisi] - "Май".
- 2016 - "По ту сторону Стикса", Калита Арт Клуб. Киев, Украина. Выставка графики и коллажей Темо Свирели.
- 2016 - Бадри Губианури. Перфоманс  «Виноградная лоза». Посвящается художнику Темо Свирели (1964-2014). Музей Михаила Булгакова, Киев, Украина. 21 апреля 2016 года художник Бадри Губианури вместе с другими художниками посадил  виноградную лозу в честь Темо Свирели и рассказал о древних грузинских воинских традициях.
- 2016 - "Сад 108 деревьев". Посвящается памяти Темо Свирели (1964-2014). Ukrainian Fashion Week 2017. Мистецький арсенал, Киев, Украина. Этот проект объединил искусство и дизайн: были представлены дизайнерские юбки с принтами абстрактной живописи Темо Свирели от Возианова, а также инсталляция из 108 дизайнерских светильников и перформансы. Куратор Ирина Воробьева.
- 2017 - "Восемь путешествий Ван Гога", галерея Дукат. Киев, Украина. Восемь выдающихся украинских художников  (Oleksandr Zhyvotkov, Матвей Вайсберг, Бадри Губианури, Petro Bevza, Mykola Zhuravel, Serhii Gai, Валерий Шкарупа, Oleksiy Lytvynenko) создали свои интерпретации картины Темо Свирели "Путешествие Ван Гога из Брюсселя в Гаагу (2011). Куратор Алексей Литвиненко.
- 2017 - "Желтая симфония Темо Свирели". Галерея Мастер Класс, Киев, Украина. Выставка живописи Темо Свирели. Куратор Татьяна Швед (Безкоровайная).
- 2017 - Полевая, Виктория Валерьевна, "Музыка для Темо". Премьера в исполнении камерного оркестра "Виртуозы Киева" состоялась в рамках проекта "Желтая симфония" в Доме Мастер Класс в Киеве, в Украине.